# Avebury
Pour l’article homonyme, voir Avebury (village).

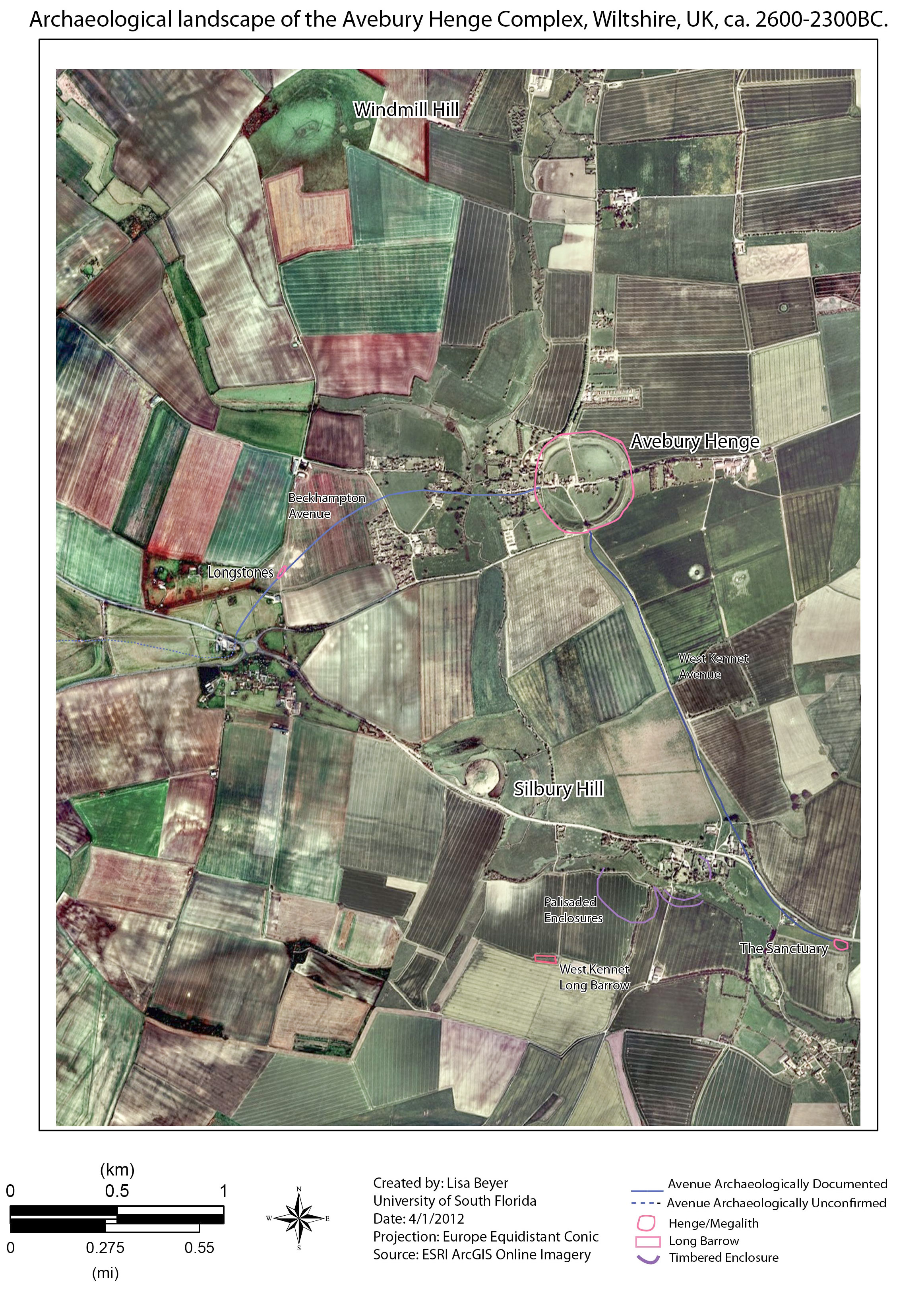
Sites archéologiques autour d'Avebury

Avebury  (/'eɪvbəri/) est un site néolithique situé dans le comté du Wiltshire, dans le sud de l'Angleterre. Il est constitué de plusieurs ensembles de mégalithes d'une ampleur exceptionnelle : un immense cromlech, de type « henge », qui entoure un village du même nom, deux autres cromlechs plus petits, des menhirs alignés formant deux avenues, et d'autres monuments associés, comme la West Kennet Avenue, Silbury Hill, le plus grand tumulus d'Europe, West Kennet Long Barrow, le Sanctuaire (Avebury) (en), cromlech de 40 m de diamètre, et la grande enceinte néolithique de Windmill Hill.
Le cromlech d'Avebury est le plus grand d'Europe. Il remonte à environ 2600 av. J.-C. et est ainsi un peu plus ancien que le site de Stonehenge, qui se situe à une quarantaine de kilomètres au sud.
Le monument principal comprend un grand « henge » (un fossé circulaire entouré d'un talus ou berge), avec un grand cercle de pierres dressées à l'intérieur du fossé et deux petits cercles de pierre séparés (cromlechs) plus petits qui se trouvent dans l'enceinte du monument. Son objectif initial est inconnu, bien que les archéologues pensent qu'il était très probablement utilisé pour une forme de rituel ou de cérémonie.
À l'âge du fer, le site se trouvait abandonné, avec quelques preuves d'activité humaine sur le site durant la période romaine. Au début du Moyen Âge, un village a d'abord commencé à se construire à l'intérieur du monument, pour finalement s'y étendre.
À la fin du Moyen Âge et au début de l'époque moderne, la population locale a détruit de nombreuses pierres dressées autour du henge, à la fois pour des raisons religieuses et pratiques. Les antiquaires John Aubrey et William Stukeley se sont intéressés à Avebury au cours du XVIIe siècle et ont enregistré une grande partie du site avant sa destruction partielle. Des recherches archéologiques ont été menées au XXe siècle, dirigées principalement par Alexander Keiller, qui a supervisé la restauration d'une grande partie du monument.
Avebury est détenu et géré par le National Trust, et désigné monument antique classé. Il est inscrit, avec Stonehenge, sur la liste du patrimoine mondial de l'UNESCO depuis 1986 au sein du bien intitulé « Stonehenge, Avebury et sites associés ».

## Le monument
Le monument est composé de plusieurs cercles de pierres, ou cromlechs, imbriqués les uns dans les autres.

### Le grand cercle extérieur
Le cercle extérieur a un diamètre de 335 m (ou 421 m, talus et fossé compris). Il était composé à l'origine de 98 pierres, dont certaines pèsent plus de 40 tonnes. La hauteur de ces pierres varie entre 3,6 et 4,2 mètres. La datation au carbone 14 les place entre les années 2800 et 2400 av. J.-C. Le grand cercle est entouré d'un immense fossé, large de 21 m et profond de 11 m, et d'un talus haut de 9 m. Contrairement au grand cercle de Stonehenge I, le talus est ici à l'extérieur du fossé, ce qui exclut tout rôle défensif à cet ensemble. Le cercle a quatre entrées diamétralement opposées par paires : l'une N-N-O/S-S-E, l'autre E-N-E/O-S-O.

### Les cercles intérieurs
Au centre du cercle extérieur sont disposés deux autres cromlechs. Le cercle du nord mesure 98 mètres de diamètre, bien que seules en subsistent quelques pierres. Le cercle du sud, mieux conservé, a un diamètre de 108 mètres. Certaines sections de ce cercle se trouvent à présent disséminées entre les maisons de ce pittoresque village.

### Les avenues
Une large « avenue » constituée de deux rangées de pierres dressées par paires (menhirs) part de l'entrée sud-est du grand cercle ; les traces d'une autre avenue partant de l'ouest ont été reconnues.

### Emplacement et environnement
Avebury est situé à environ 10 km des villes modernes de Marlborough et Calne. Avebury se trouve dans une zone de craie de la vallée supérieure de la Kennet, dont le bassin versant est alimenté par les sources locales et les cours d'eau saisonniers. Le monument se dresse légèrement au-dessus du paysage local, établi sur une crête de craie à 160 m au-dessus du niveau de la mer. À l'est se trouvent la zone de collines des Marlborough Downs (en).
Le site, qui se trouve au centre d'un ensemble de monuments du Néolithique et du Bronze ancien, a été inscrit comme site du patrimoine mondial dans une co-liste avec les monuments de Stonehenge, à 27 km au sud, en 1986. Il est maintenant répertorié comme faisant partie du site du patrimoine mondial de Stonehenge, Avebury et sites associés. Les monuments sont préservés dans le cadre d'un paysage du Néolithique et de l'âge du bronze pour les informations qu'ils fournissent concernant la relation des peuples préhistoriques avec le paysage.

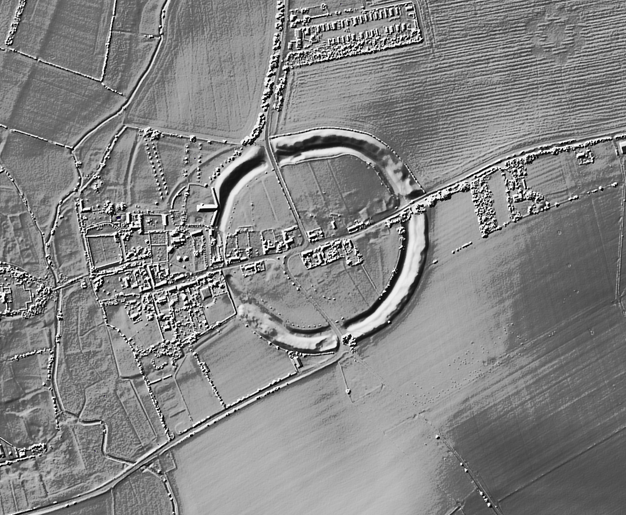
Topographie LIDAR

La datation au radiocarbone et l'analyse du pollen contenu dans les sols ont montré que l'environnement des plaines britanniques avait changé vers 4250 - 4000 av. J.-C. Le changement vers un environnement de prairie à partir de sols humides lourds et d'étendues de forêt dense a été principalement provoqué par les agriculteurs, probablement grâce à l'utilisation de techniques sur brûlis. Les facteurs environnementaux peuvent également avoir joué un rôle. Le pollen est mal conservé dans les sols crayeux trouvés autour d'Avebury, si bien que la meilleure preuve de l'état de l'environnement local à tout moment dans le passé vient de l'étude des dépôts de coquilles d'escargots. Différentes espèces de gastéropodes vivent dans des habitats spécifiques, de sorte que la présence d'une certaine espèce indique à quoi ressemblait la région à un moment donné.
Les preuves disponibles suggèrent qu'au début du Néolithique, Avebury et les collines environnantes étaient couverts de forêts de chênes denses, et qu'à mesure que le Néolithique progressait, les forêts autour d'Avebury et les monuments voisins ont reculé, remplacés par des prairies.

## Chronologie
L'histoire du site avant la construction du henge est incertaine, car peu de preuves datables d'activité dans la région avant le IVe millénaire av. J.-C. ont émergé des fouilles archéologiques modernes.

### Mésolithique
Le Mésolithique s'étend en Grande-Bretagne d'environ 9700 à 4000 av. J.-C. L'île était alors fortement boisée et était en début de période encore reliée à l'Europe continentale. Les humains vivant alors en Grande-Bretagne étaient des chasseurs-cueilleurs, se déplaçant souvent dans le paysage en petits groupes familiaux ou tribaux à la recherche de nourriture et d'autres ressources. Les archéologues ont mis au jour des preuves que ces chasseurs-cueilleurs étaient actifs dans les environs d'Avebury à la fin du Mésolithique, avec des découvertes éparses d'outils en silex datés entre 7000 et 4000 av. J.-C.. La plus notable de ces découvertes est une collection de silex travaillés trouvés à 300 m à l'ouest d'Avebury, laissant penser que cet endroit particulier était un site de travail du silex occupé au moins plusieurs semaines par un groupe de chasseurs-cueilleurs nomades qui y avaient établi leur camp.
Les archéologues Mark Gillings et Joshua Pollard ont suggéré la possibilité qu'Avebury ait d'abord acquis une sorte de signification cérémonielle au cours de la période mésolithique tardive. Pour preuve, ils ont mis en évidence l'existence d'un trou de poteau près de l'entrée sud du monument qui aurait autrefois soutenu un gros poteau en bois. Bien que ce trou de poteau n'ait jamais été daté lors de sa fouille au début du XXe siècle et ne puisse donc pas être attribué avec certitude au Mésolithique, Gillings et Pollard ont noté que son positionnement n'avait aucun rapport avec le reste du henge, et qu'il pourrait donc avoir été érigé des siècles, voire des millénaires, avant que le henge ne soit réellement construit. Ils ont comparé cela avec des poteaux de bois similaires érigés dans le sud de la Grande-Bretagne durant le Mésolithique, à Stonehenge et Hambledon Hill.

### Néolithique ancien

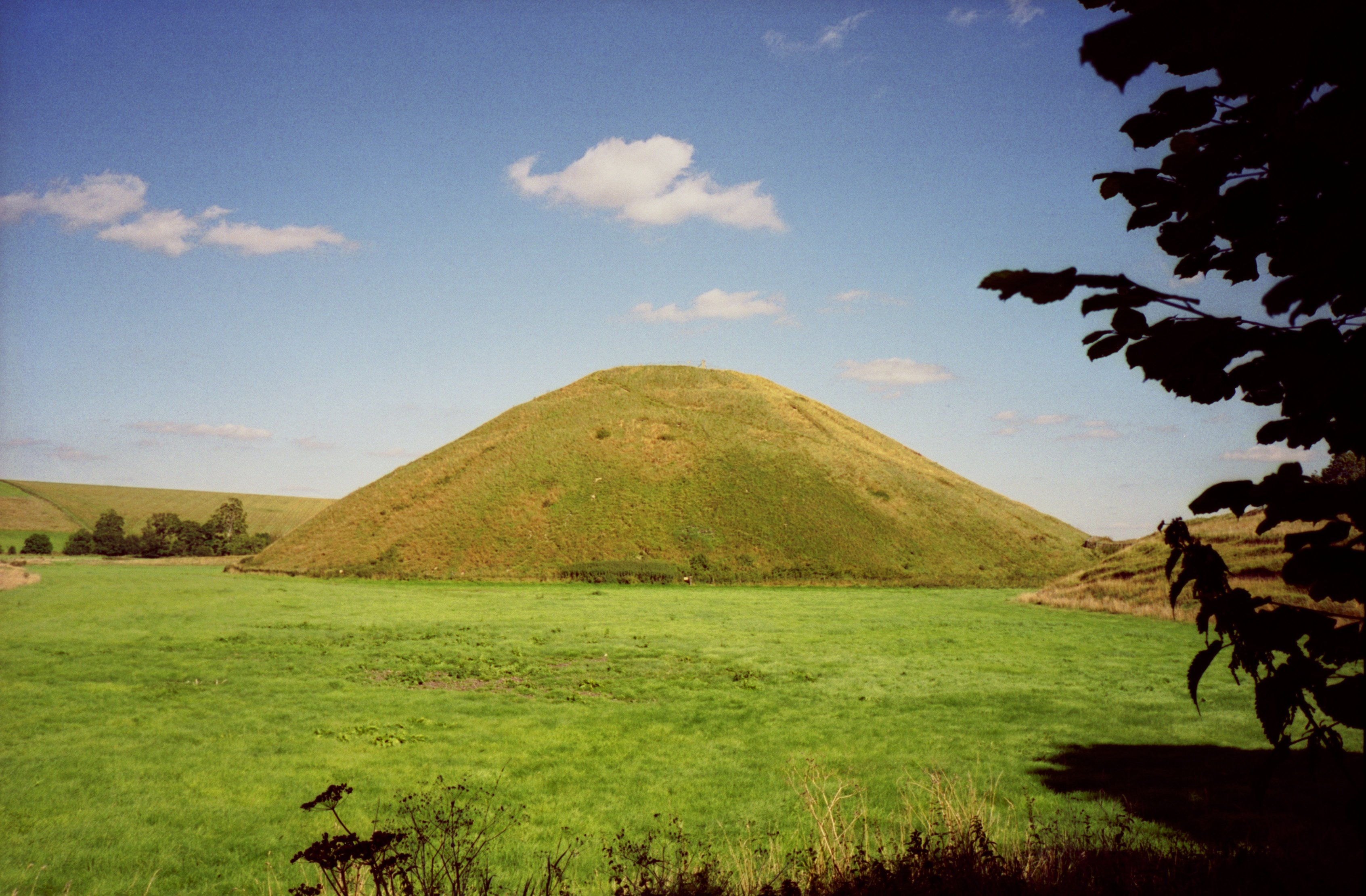
Silbury Hill

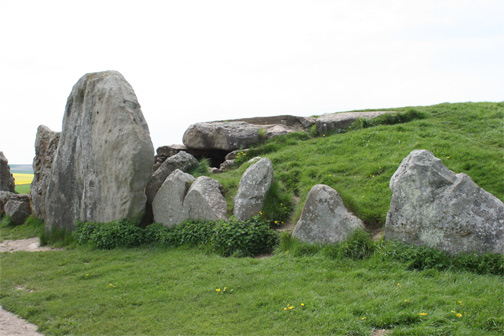
West Kennet Long Barrow

Au début du IVe millénaire av. J.-C. s'ouvre la période néolithique. L'ile a alors subi des changements radicaux dus à l'introduction d'espèces animales et végétales domestiquées, accompagnées de l'usage de la poterie. Ces nouvelles pratiques ont été apportées du continent par des populations déjà néolithisées, originaires 2 500 ans plus tôt d'Anatolie. Les nouveaux arrivants ont progressivement défriché les forêts pour étendre les champs cultivés. Peu après, ils ont érigé les premiers monuments visibles dans le paysage local, une activité interprétée comme la preuve d'un changement dans la façon dont ils percevaient leur place dans le monde.
Sur la base d'études anthropologiques des sociétés récentes et contemporaines, Gillings et Pollard suggèrent que les forêts, les clairières et les pierres étaient importantes dans la culture néolithique, non seulement en tant que ressources, mais en tant que symboles : le site d'Avebury occupait une convergence de ces trois éléments. L'activité néolithique à Avebury est mise en évidence par le silex, les os d'animaux et la poterie, tels que les artefacts de Peterborough datant du début du IVe et du IIIe millénaire av. J.-C. Cinq zones distinctes d'activité néolithique ont été identifiées à moins de 500 m d'Avebury, comprenant une dispersion de silex le long de la ligne de West Kennet Avenue, qui relie Avebury au site néolithique du Sanctuaire. Pollard pense que les zones d'activité au Néolithique sont devenues des marqueurs importants dans le paysage.

### Néolithique récent
Au cours du Néolithique, la société britannique a subi une autre série de changements majeurs. Entre 3500 et 3300 av. J.-C., ces Britanniques préhistoriques ont cessé leur continuelle expansion dans la nature sauvage et se sont plutôt portés sur l'installation et l'agriculture dans les zones les plus productives sur le plan agricole : les Orcades, l'est de l'Écosse, Anglesey, la Tamise supérieure, le Wessex, l'Essex, le Yorkshire et les vallées fluviales du Wash.
Les Britanniques du Néolithique récent semblent également avoir changé leurs croyances religieuses, cessant de construire les grandes tombes à chambres qui sont largement considérées par les archéologues comme liées à la vénération des ancêtres. Au lieu de cela, ils ont commencé la construction de grands cercles en bois ou en pierre, plusieurs centaines étant construits à travers la Grande-Bretagne et l'Irlande sur une période de mille ans.

## Construction

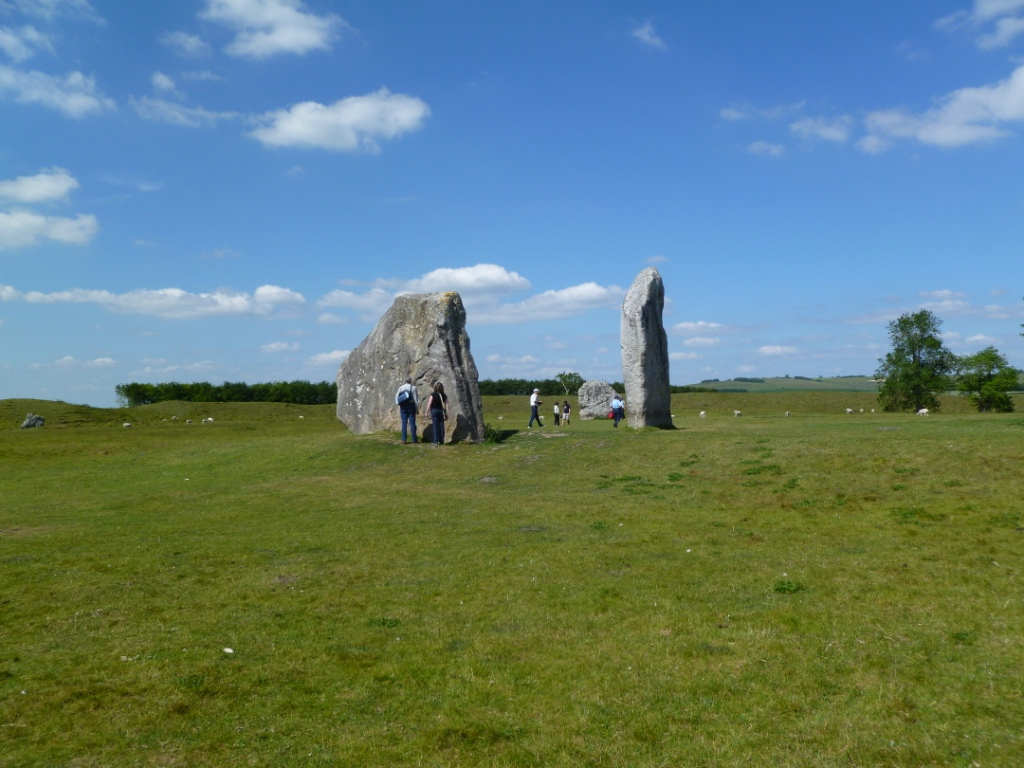
La crique centrale (The Cove)

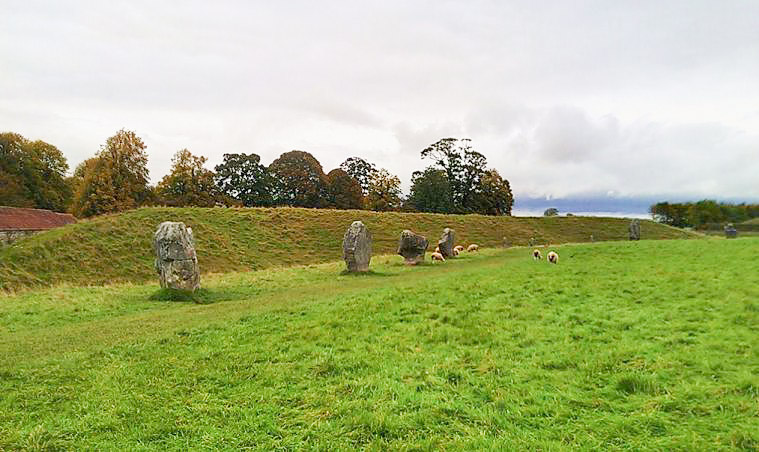
Avebury : secteur nord-ouest.

La chronologie de la construction n'est pas claire. Avebury n'a pas été conçu d'un seul jet, comme un monument unique, mais est le résultat de projets entrepris à différentes époques de la Préhistoire tardive. Aubrey Burl propose des dates de 3000 av. J.-C. pour la crique centrale, 2900 av. J.-C. pour le cercle de pierre intérieur, 2600 av. J.-C. pour le cercle extérieur et le henge, et vers 2400 av. J.-C. pour les avenues.
La construction de grands monuments comme ceux d'Avebury indique qu'une économie agraire stable s'était développée en Grande-Bretagne vers 4000-3500 av. J.-C. Les constructeurs devaient se sentir suffisamment en sécurité pour consacrer du temps à de telles activités non essentielles. Avebury fait partie d'un groupe de sites monumentaux établis dans cette région au Néolithique. L'ensemble monumental comprend le henge et les tumulus longs (long barrows) associés, des cercles de pierres, des avenues et une enceinte à chaussée. Ces types de monuments ne sont pas exclusifs à la région d'Avebury. Par exemple, Stonehenge présente les mêmes types de constructions, et dans le Dorset, on trouve un henge aux abords de Dorchester et une enceinte à chaussée (causewayed enclosure) près de Maiden Castle. Selon Caroline Malone, qui travaillait pour l'English Heritage en tant qu'inspectrice des monuments et était la conservatrice du musée Alexander Keiller (en) d'Avebury, il est possible que les monuments associés aux sites néolithiques comme Avebury et Stonehenge aient constitué des centres rituels ou cérémoniels.
L'archéologue Mike Parker Pearson a noté que l'ajout de pierres au henge s'est produit à une date similaire à la construction de Silbury Hill et aux grands projets de construction à Stonehenge et Durrington Walls. Pour cette raison, il a émis l'hypothèse qu'il y avait peut-être eu un « réveil religieux » à l'époque, qui a entraîné la dépense d'énormes quantités de ressources pour la construction de monuments cérémoniels.
L'archéologue Aaron Watson a souligné la possibilité qu'en creusant la terre et en l'utilisant pour construire les immenses berges, les ouvriers néolithiques qui construisaient le monument d'Avebury se voyaient symboliquement retourner le terrain « à l'envers », créant ainsi un espace qui se trouvait « à la frontière entre mondes au-dessus et au-dessous du sol ».

### Henge

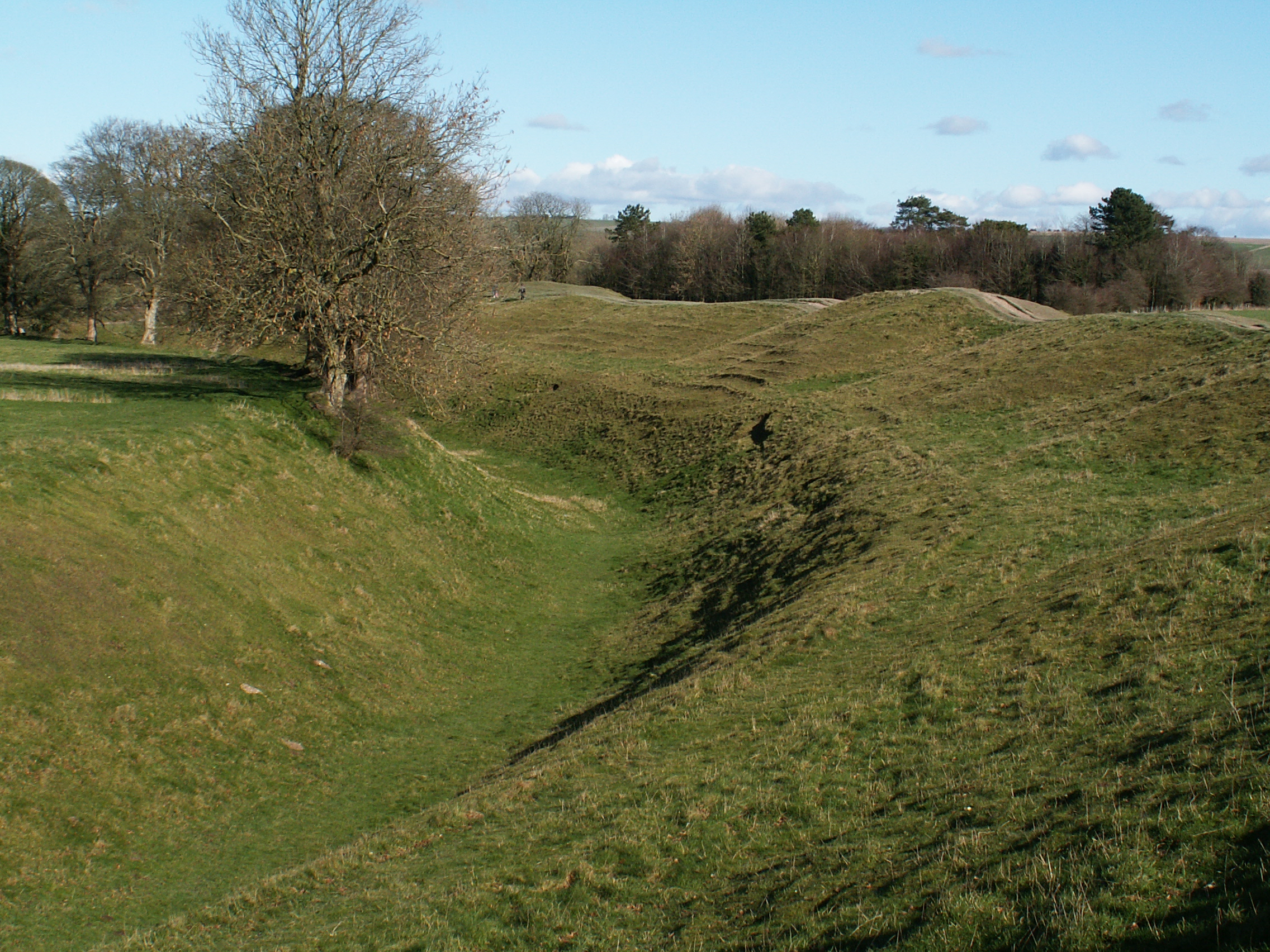
Une partie du fossé extérieur

Le monument d'Avebury est un henge (une enceinte de terre), type de monument constitué d'un grand talus ou berge circulaire (bank) avec un fossé interne (ditch). Le henge d'Avebury n'est pas parfaitement circulaire. Il mesure 347,4 m de diamètre et plus de 1 000 mètres de circonférence.
La datation au radiocarbone suggère que le henge a été établi vers le milieu du IIIe millénaire av. J.-C..
Le sommet de la berge est irrégulier, ce que l'archéologue Caroline Malone a attribué à la nature irrégulière du travail entrepris par les excavateurs travaillant sur les secteurs adjacents au fossé. Des archéologues ultérieurs tels qu'Aaron Watson, Mark Gillings et Joshua Pollard ont cependant soutenu l'idée qu'il pouvait s'agir d'une caractéristique néolithique originale de l'architecture du henge,.

### Cercle de pierres extérieur

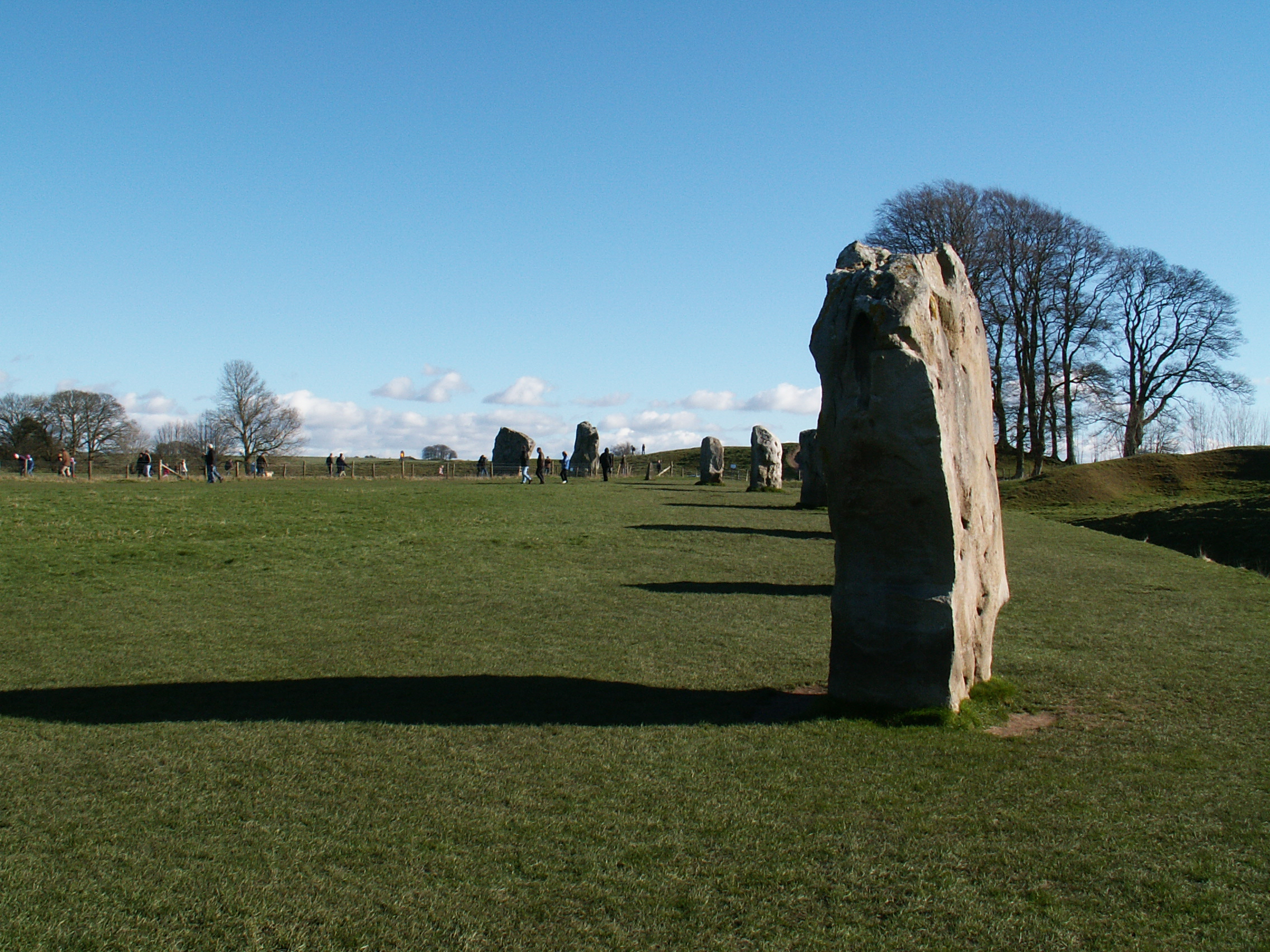
Une partie du cercle extérieur

À l'intérieur des fossés se trouve le grand cercle mégalithique. Avec un diamètre de 331,6 m, c'est l'un des plus grands cercles de pierre d'Europe
et le plus grand de Grande-Bretagne. Il peut être contemporain des terrassements, ou avoir été construit environ quatre ou cinq siècles plus tard. On pense qu'il y avait à l'origine 98 menhirs de grès sarsen, certains pesant plus de 40 tonnes. Les pierres variaient en hauteur de 3,6 m à 4,2 m, comme en témoignent les entrées nord et sud. La datation au radiocarbone de certains lieux d'implantation des pierres indique une date de construction d'environ 2870-2200 av. J.-C.
Les deux grosses pierres à l'entrée sud ont une surface inhabituellement lisse, probablement parce qu'elles servaient de polissoirs pour les haches de pierre.

### Cercles de pierres intérieurs
Plus près du milieu du monument se trouvent les deux cercles de pierre plus petits, distincts et supplémentaires. L'anneau intérieur nord mesure 98 m de diamètre, mais seuls deux de ses quatre menhirs restent debout. Prenant comme base les expériences entreprises à l'anneau mégalithique de Brodgar dans les Orcades, les archéologues Joshua Pollard, Mark Gillings et Aaron Watson pensent que tous les sons produits à l'intérieur des cercles intérieurs d'Avebury auraient créé un écho lorsque les ondes sonores ricochaient sur les pierres,.
L'anneau intérieur sud mesurait 108 m de diamètre, avant sa destruction au XVIIIe siècle. Les sections restantes de son arc se trouvent maintenant sous les bâtiments du village. Un seul grand monolithe, de 5,5 m de haut, se tenait au centre avec un alignement de pierres plus petites.
En 2017, une étude géophysique menée par des archéologues des universités de Leicester et de Southampton a révélé « un monument mégalithique carré apparemment unique dans les cercles d'Avebury », qui pourrait être l'une des premières structures de ce site,.

### Les avenues

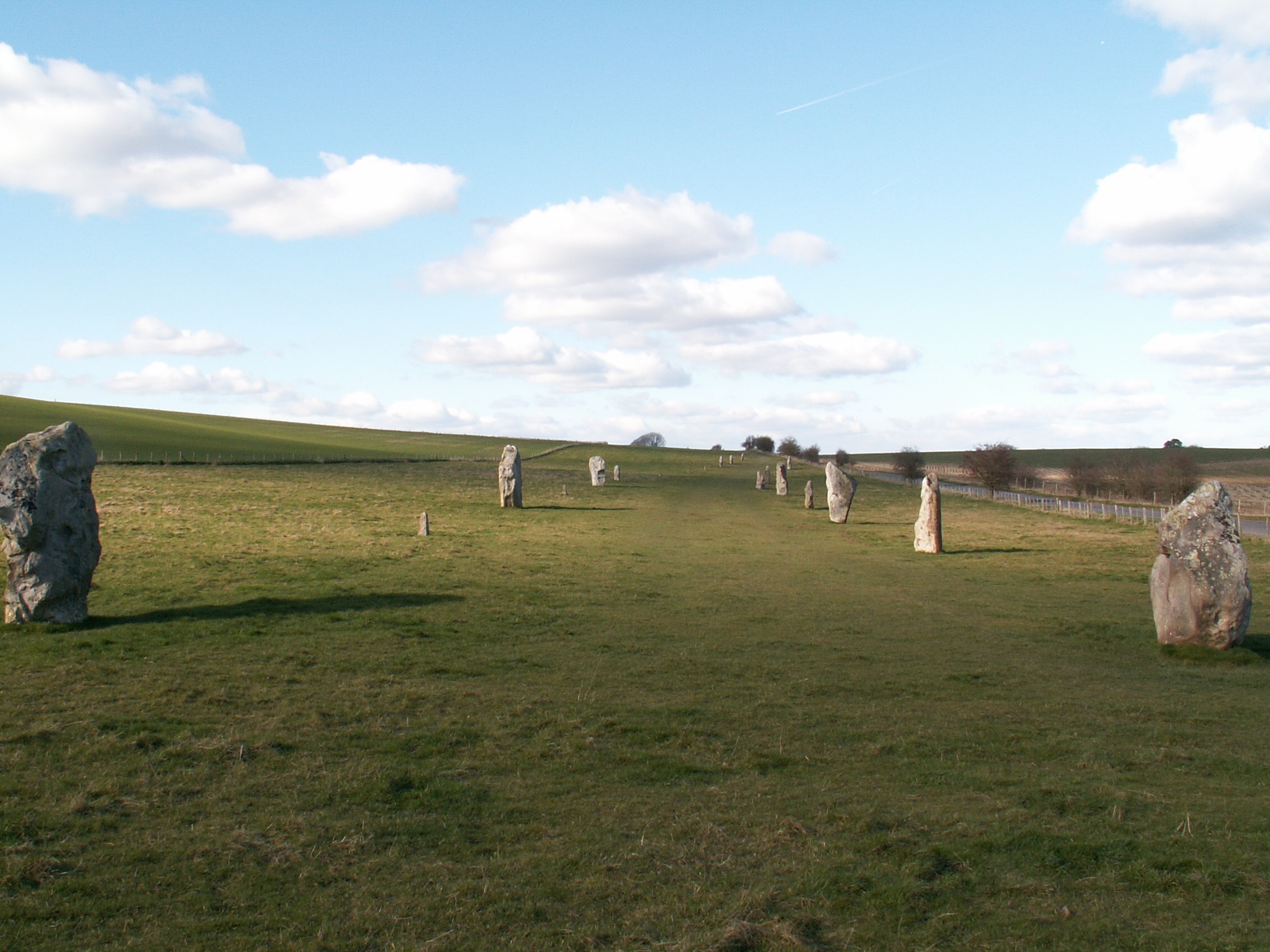
L'avenue de pierre

La West Kennet Avenue, une avenue préhistorique de pierres appariées, part de l'entrée sud-est du henge ; les traces d'une seconde, nommée Beckhampton Avenue (en), part de l'entrée ouest.
L'archéologue Aaron Watson, adoptant un point de vue phénoménologique sur le monument, pensait que la manière dont l'avenue avait été construite, en juxtaposition avec Avebury, le Sanctuaire (Avebury) (en), Silbury Hill et West Kennet Long Barrow était intentionnelle, commentant que « l'avenue avait soigneusement orchestré le passage à travers le paysage, mettant l'accent sur les connexions entre les lieux et maximisant le spectacle lors du déplacement entre ces monuments ».

## Destruction des pierres

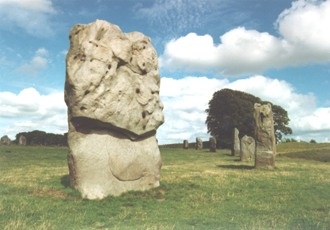
Avebury, dans le comté du Wiltshire

Un grand nombre de pierres ont été détruites à partir du début du XIVe siècle, à des fins de réemploi comme matériaux de construction, ou bien pour laisser place à l'agriculture, peut-être aussi parce qu'elles étaient considérées comme « païennes ». John Aubrey, au XVIIe siècle, puis William Stukeley, un siècle plus tard, ont visité et décrit le site. Stukeley passa une grande partie des années 1720 à étudier les monuments d'Avebury et des environs. Son travail nous a laissé de précieuses indications sur des éléments du site aujourd'hui très endommagés, en particulier les deux cercles internes.
Seules 27 pierres du cercle extérieur subsistent de nos jours : une grande partie d'entre elles sont cependant des substitutions érigées par Alexander Keiller dans les années 1930. Une histoire locale populaire intitulée The Barber surgeon of Avebury rapporte que certaines personnes, depuis le Moyen Âge, considérant ces pierres comme païennes, tentent de les déplacer ou de les enterrer. Des éléments de béton marquent à présent l'emplacement des pierres manquantes, mais il est probable que d'autres pierres demeurent enfouies sous le site. L'English Heritage examine actuellement[Quand ?] l'opportunité de redresser quelques-unes d'entre elles.

## Recherches archéologiques
Peu de fouilles ont été entreprises à Avebury. Une tranchée a été creusée dans le talus en 1894 par Sir Henry Meux, puis l'ensemble du site a été reconnu et mis au jour de manière intermittente de 1908 à 1922 par une équipe dirigée par Harold St-George Gray, qui put montrer que les bâtisseurs ont creusé dans la craie naturelle sur 11 m de profondeur pour réaliser le fossé, produisant ainsi le talus externe haut de 9 mètres autour du périmètre du site. Leur principal outil était, semble-t-il, des bois de cervidés.
Peu d'objets ont été découverts, mais des ossements humains ont été retrouvés éparpillés sur le site. L'équipe de Gray a également mis au jour le squelette entier d'une femme mesurant 1,5 m.
Plus tard, Keiller effectua également des fouilles sous les pierres qu'il a redressées, et creusa plus encore lorsqu'il eut acheté le site en 1934, tout en s'efforçant d'améliorer l'aspect visuel des lieux. La construction d'une nouvelle école, en 1969, fut une autre source de complications. En 1982, de nouvelles recherches furent entreprises afin de rassembler des données environnementales et de produire des éléments datables au carbone 14.

## Différentes hypothèses
Un grand intérêt a été porté à la forme des pierres d'Avebury. Celles-ci sont décrites soit comme très élancées, soit comme courtes et trapues. Les plus grandes sont considérées comme étant les « mâles » et les plus courtes comme les « femelles ». Cela fit naître de nombreuses théories concernant l'importance de l'appartenance sexuelle à l'époque néolithique en Grande-Bretagne. Certaines pierres ont probablement été choisies pour l'esthétique de leurs formes. Certains commentateurs ont identifié à leur surface des formes de gravures, certaines plus convaincantes que d'autres.
Les ossements humains retrouvés par Gray indiquent que le lieu a pu jouer un rôle dans des cérémonies funéraires ou dans un culte des ancêtres.
Avebury étant une construction mégalithique circulaire, l'hypothèse d'alignements astronomiques a été avancée pour expliquer la position des pierres. Selon le chercheur britannique Alan Butler, Avebury, tout comme Stonehenge, se trouverait sur un méridien des « lignes de sel », l'une des 366 lignes censées matérialiser au sol la géométrie mégalithique à 366 degrés qui aurait précédé la géométrie actuelle à 360 degrés.
L'absence de fouilles modernes ainsi que la difficulté d'établir des dates scientifiquement fiables ne facilitent pas l'étude et la compréhension du monument.

## Centre spirituel
Avebury est considéré par de nombreux adeptes du paganisme, de Wicca ou du druidisme comme un centre spirituel d'importance. Les festivals païens annuels, particulièrement au solstice d'été, rassemblent druides, adeptes du paganisme et spectateurs curieux. De nombreux agroglyphes ont été observés aux alentours d'Avebury et de Stonehenge.
Le triangle Avebury-Alton Barnes-Marlborough, dans la région du Nord-Wiltshire, où des chevaux blancs et autres personnages ont été taillés à une époque indéterminée sur les flancs crayeux des collines, est appelé White horse country.

### Ouvrages universitaires
- Roy Adkinsy, Lesley Adkins et Victoria Leitch, The Handbook of British Archaeology (Revised Edition), London, Constable, 2008 (ISBN 978-1-84529-606-3)
- John C. Barrett, Fragments from Antiquity: An Archaeology of Social Life in Britain, 2900–1200 BC, Oxford, UK and Cambridge, USA, Blackwell, 1994 (ISBN 978-0-631-18954-1)
- Jenny Blain et Robert Wallis, Sacred Sites Contested Rites/Rights: Pagan Engagements with Archaeological Monuments, Brighton and Portland, Sussex Academic Press, 2007 (ISBN 978-1-84519-130-6)
- Aubrey Burl, Prehistoric Avebury, New Haven and London, Yale University Press, 1979 (ISBN 0-300-02368-5, lire en ligne)
- Aubrey Burl, Prehistoric Avebury, New Haven and London, Yale University Press, 2002, 2nd éd.
- Peter Bramwell, Pagan Themes in Modern Children's Fiction: Green Man, Shamanism, Earth Mysteries, New York, Palgrave Macmillan, 2009 (ISBN 978-0-230-21839-0)
- Mark Gillings et Joshua Pollard, Avebury, London, Gerald Duckworth & Co., 2004 (ISBN 0-7156-3240-X)
- Ronald Hutton, The Pagan Religions of the Ancient British Isles: Their Nature and Legacy, Oxford and Cambridge, Massachusetts, Blackwell, 1991 (ISBN 978-0-631-17288-8, lire en ligne)
- Peter Ucko, M. Hunter, A. J. Clark et A. David, Avebury Reconsidered: from the 1660s to the 1990s, Unwin Hyman, 1991
- Joshua Pollard et Andrew Reynolds, Avebury: Biography of a Landscape, Stroud, Gloucestershire, The History Press, 2002 (ISBN 978-0-7524-1957-2)
- Caroline Malone, Avebury, London, B.T. Batsford and English Heritage, 1989 (ISBN 0-7134-5960-3)
- Michael Parker Pearson, Bronze Age Britain (Revised Edition), London, B.T. Batsford and English Heritage, 2005 (ISBN 978-0-7134-8849-4)

### Rapports de fouilles
- Gillings, Mark; Pollard, Joshua ; Peterson, Rick and Wheatley, David, Landscape of the Megaliths: excavation and fieldwork on the Avebury monuments 1997–2003, Oxford, Oxford Bows, 2008 (ISBN 978-1-84217-313-8)
- Smith, I., Windmill Hill and Avebury: Excavations by Alexander Keiller 1925–1939, Oxford, Clarendon Press, 1965

### Articles scientifiques
- Robin Holgate, « Neolithic settlement patterns at Avebury, Wiltshire », Antiquity, vol. 61, no 232,‎ 1987, p. 259–263 (DOI 10.1017/S0003598X0005208X, lire en ligne [archive du 22 décembre 2012], consulté le 27 mars 2011)
- Pitts, Michael W. et Whittle, A., « Development and date of Avebury », Proceedings of the Prehistoric Society, vol. 58,‎ 1992, p. 203–212 (DOI 10.1017/s0079497x00004151)
- Pollard, Joshua et Gillings, Mark, « Romancing the stones: towards a virtual and elemental Avebury », Archaeological Dialogues, vol. 5,‎ 1998, p. 143–164 (DOI 10.1017/s1380203800001276)
- C. Richards, Colin, « Monuments as Landscape: creating the centre of the world in late Neolithic Orkney », World Archaeology, vol. 28, no 2,‎ 1996, p. 190–208 (DOI 10.1080/00438243.1996.9980340, JSTOR 125070)
- Aaron Watson, « Composing Avebury », World Archaeology, vol. 33, no 2,‎ 2001, p. 296–314 (DOI 10.1080/00438240120079307, JSTOR 827904, S2CID 219609029)

### Paganisme, New Age et sources archéologiques alternatives
- Blacket, W.S., Researches into the Lost Histories of America, London, Trübner & Co, 1883
- Brown, Peter Lancaster, Megaliths, Myths and Men, Courier Dover Publications, 2000, illustrated éd. (ISBN 978-0-486-41145-3, lire en ligne)
- Dames, Michael, The Avebury Cycle (second edition), Londres, Thames & Hudson, 1996 (ISBN 978-0-500-27886-4)
- Fergusson, James, Rude Stone Monuments in All Countries, London, John Murray, 1872
- Weaver, R., The Pagan Altar and Jehovah's Temple, Thomas Ward and Co., 1840
- Nichols, Ross, The Book of Druidry, Wellingborough, Northamptonshire, The Aquarian Press, 1990 (ISBN 0-85030-900-X)